# Christina Simon
Christina Simon (nome real:  Christina Ganahl) (Lochau, Vorarlberg, 4 de outubro de  1954) é uma cantora e compositora austríaca.
Christina Simon foi selecionada para representar a  Áustria (televisão ORF) no Festival Eurovisão da Canção 1979. Nesse evento, interpretou o tema Heute in Jerusalem (Hoje em Jerusalém) . A referida canção tinha letra de André Heller e música de  Peter Wolf.  A sua participação não foi frutuosa para a Áustria que apenas colheu 5 votos e classificou-se em último lugar em empatada com a canção belga.

## Discografia

### Singles
- Heute in Jerusalem
- Jerusalem
- Babaya
- Boogie-Woogie-Mama
- Hirte der Zärtlichkeit

## Literatura
- Jan Feddersen: Ein Lied kann eine Brücke sein, Hoffmann und Campe, 2002, (em alemão).